# Zestaponi (distrikt)
Zestaponi (georgiska: ზესტაფონის მუნიციპალიტეტი, Zestaponis munitsipaliteti) är ett distrikt i Georgien. Det ligger i regionen Imeretien, i den centrala delen av landet. Arean är 423 kvadratkilometer.